# Zhong Huandi
Zhong Huandi (钟焕娣S, Zhōng HuàndìP; Yunnan, 28 giugno 1967) è un'ex mezzofondista e maratoneta cinese.

## Palmarès
| Anno | Manifestazione             | Sede           | Evento   | Risultato | Prestazione | Note                  |
| ---- | -------------------------- | -------------- | -------- | --------- | ----------- | --------------------- |
| 1987 | Universiadi                | Zagabria       | 10000 m  | Argento   | 33'11"59    |                       |
| 1988 | Giochi olimpici            | Seul           | Maratona | 30ª       | 2h36'02"    |                       |
| 1989 | Mondiali su strada         | Rio de Janeiro | 15 km    | Argento   | -           |                       |
| 1990 | Giochi asiatici            | Pechino        | 3000 m   | Oro       | 8'57"12     | Record dei campionati |
| 1990 | Giochi asiatici            | Pechino        | 10000 m  | Oro       | 31'50"98    | Record dei campionati |
| 1991 | Mondiali                   | Tokyo          | 10000 m  | Argento   | 31'35"08    |                       |
| 1991 | Mondiali su strada         | Dublino        | 15 km    | Bronzo    | -           |                       |
| 1993 | Giochi dell'Asia orientale | Shanghai       | 10000 m  | Argento   | -           |                       |
| 1993 | Mondiali                   | Stoccarda      | 10000 m  | Argento   | 31'12"55    |                       |
| 1994 | Giochi asiatici            | Hiroshima      | Maratona | Oro       | 2h29'32"    | Record dei campionati |

## Altre competizioni internazionali
1992
- Bronzo alla World Cup ( L'Avana), 10000 m - 33'53"09